# Тразамунд
Тразамунд (Thrasamund; † 6 май 523 г.) e крал на Вандалското царство в Северна Африка от 496 до 523 г.
Той е третият син на Гентон, който е четвъртият син на Гейзерик, основателят на Вандалското царство. Получава класическо образование в Картаген. Идва на трона след смъртта на брат му Гунтамунд. Той е арианин и се интересува от теология.
През 500 г. се жени във втори брак за Амалафрида, която е сестра на краля на остготите Теодорих Велики и дъщеря на остготския крал Тиудимир и Ерелиева. Теодорих Велики предоставя на вандалите Северозападна Сицилия.
Двамата имат дъщеря Амалаберга, която се омъжва за краля на тюрингите Херминафрид.
След смъртта му през 523 г., след 27-годишно царуване, на трона го следва братовчед му Хилдерик (син на Хунерик), който хваща и затваря избягалата Амалафрида и вероятно я убива през 525 или 526 г.